# Pterastericola fedotovi
Pterastericola fedotovi är en plattmaskart. Pterastericola fedotovi ingår i släktet Pterastericola och familjen Pterastericolidae. Inga underarter finns listade i Catalogue of Life.